# Luigi Tenco (1965)
Luigi Tenco è il secondo album di Luigi Tenco, pubblicato il 14 maggio 1965 su 33 giri dall'etichetta discografica Jolly Hi-Fi Records (catalogo LPJ 5045) e distribuito dalla SAAR Records.

## Il disco
Secondo album eponimo del cantautore (il primo è stato pubblicato nel 1962) contiene 8 inediti e 4 canzoni già pubblicate su singolo l'anno prima. Tra cui No, non è vero, lato B di Ragazzo mio, è cantata con un testo diverso.

## Tracce
Testi e musiche di Luigi Tenco, salvo diversamente indicato.

Edizioni musicali Radio Record Ricordi (R.R.R.).
Lato A
1. Ho capito che ti amo – 2:30 – 1964
2. Non sono io – 1:55
3. Ah... l'amore l'amore – 3:05
4. Ragazzo mio – 3:05 – 1964
5. Io lo so già – 2:40 – 1964
6. Se potessi, amore mio – 2:10

Durata totale: 15:25
Lato B
1. Tu non hai capito niente – 2:07
2. La ballata dell'amore – 2:30
3. Com'è difficile – 2:55
4. Vedrai, vedrai – 3:20
5. Quasi sera – 2:20 (testo: Luigi Tenco – musica: Carlo Donida)
6. No, non è vero – 3:15 – seconda versione

Durata totale: 16:27

## Musicisti
- Luigi Tenco - voce
- Ezio Leoni - arrangiamento in A1,B2,B3,B4; orchestra in A2,A3,A5,A6,B1,B5,B6
- Giulio Libano - arrangiamento in A2,A6,B1,B5
- Alberto Baldan Bembo - arrangiamento in A3,A5,B6
- Giampiero Boneschi - arrangiamento in A4